# Independiente + Demos
Independiente + Demos es un disco lanzado en 2013. Este disco es una especie de continuación de su álbum "Independiente".

## Información del álbum
Es un álbum doble del cantautor Guatemalteco Ricardo Arjona, que incluye el disco Independiente original y la nueva edición en forma de demos del mismo. Cada track es la explicación de como empezó cada canción para la grabación del primero, el artista se desnuda por completo mostrando cada tema antes de nacer. 

## Lista de canciones
Todas las canciones escritas y compuestas por Arjona. 
| N.º | Título                                     | Duración |  |
| 1.  | «Fuiste Tú (A Dueto Con Vicky Echeverri)»  | 6:03     |  |
| 2.  | «El amor»                                  | 6:53     |  |
| 3.  | «Caudillo»                                 | 4:57     |  |
| 4.  | «Hay amores»                               | 3:44     |  |
| 5.  | «Mi novia se me está poniendo vieja»       | 5:09     |  |
| 6.  | «Te quiero»                                | 5:33     |  |
| 7.  | «Te juro»                                  | 3:29     |  |
| 8.  | «Si tú no existieras»                      | 4:12     |  |
| 9.  | «Lo que está bien está mal (Instrumental)» | 3:30     |  |
| 10. | «Se fue»                                   | 4:52     |  |
| 11. | «A la medida»                              | 3:21     |  |
| 12. | «Lo mejor de lo peor»                      | 3:42     |  |

## Curiosidades de Independientes + Demos
- La canción de Demos más distanciada a su versión original es "El amor" teniendo más variación en la letra y un ritmo más lineal y lento, a esta le siguen "Si tu no existieras" y "Fuiste tú".

- La versión Demo de "Lo que está bien está mal" es solo instrumental.

- La única canción del álbum independiente que no tuvo una versión Demo es "Reconciliación" se desconoce el porqué.

- El disco no tuvo mucha comercialización y es una de las joyas más curiosas en toda la discografía del artista.